# Bratřínov

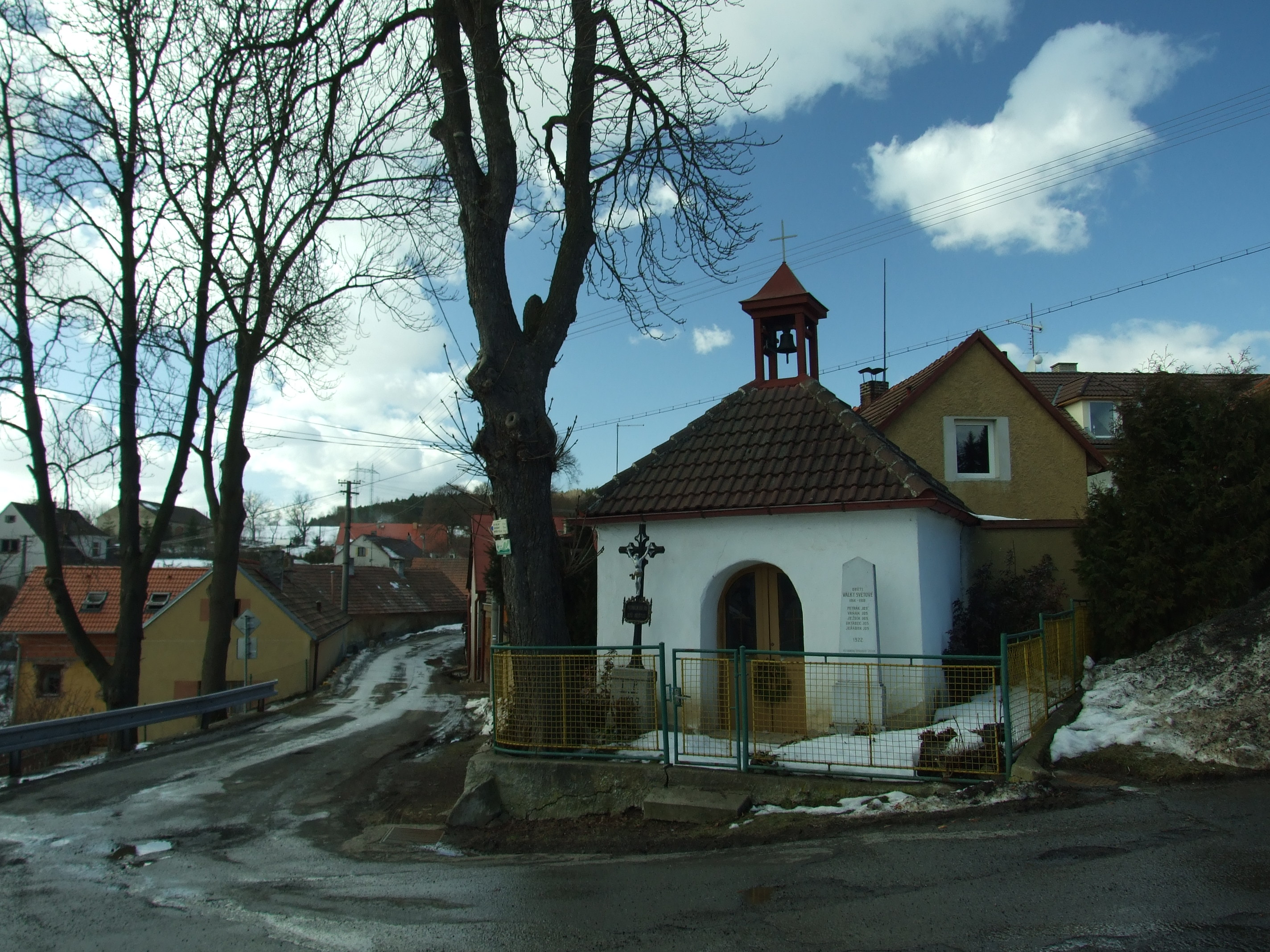
Kapelle in Bratřínov

Bratřínov (deutsch Braterschin, früher Bratrinow) ist eine Gemeinde in Tschechien. Sie liegt sieben Kilometer südöstlich von Mníšek pod Brdy und gehört zum Okres Praha-západ. 

## Geographie
Bratřínov befindet sich linksseitig über dem Tal der Kocába in den nordöstlichen Ausläufern der Brdská vrchovina. Das Dorf liegt im Quellgebiet eines kleinen Baches über einem Seitental der Kocába.
Nördlich erhebt sich der Horní vrch (439 m), im Nordosten die Chlumka (406 m), östlich der Havran (385 m), im Südosten der Strhaný (390 m) und der Sakařův vrch (381 m), südlich der Čihadlo (380 m), im Westen der Pleš (490 m) und nordwestlich die Plavecká (446 m). Nördlich verläuft im Tal des Bojovský potok die Bahnstrecke Dobříš–Praha-Modřany; die nächste Bahnstation ist Čisovice.
Nachbarorte sind Bojov im Norden, Bojanovice und Masečín im Nordosten, Fařkův Mlýn, U Kocáby, Štěchovice und Homole im Osten, Třebenice, Slapy und Porostliny im Südosten, Královky, Nové Dvory, Malá Lečice und Velká Lečice im Süden, Jamky, Velká Hraštice und Malá Hraštice im Südwesten, Senešnice, Pleš und Nová Ves pod Pleší im Westen sowie Zahořany, Rymaně und Čisovice im Nordwesten.

## Geschichte
Die erste schriftliche Erwähnung des Dorfes erfolgte im Jahre 1100. Um Bratřínov wurde seit dem Mittelalter Goldbergbau betrieben und nach Gold geseift. Die ergiebigste Lagerstätte befand sich bei der Siedlung Havran im Kocábatal. Das Dorf wurde später der Familienfideikommissherrschaft Mnischek angeschlossen und lag im Berauner Kreis. 
Im Jahre 1846 bestand Bratřínow aus 31 Häusern mit 174 Einwohnern, darunter zwei protestantischen Familien auf dem Mnischeker Anteil. 25 Häuser gehörten zur Fideikommissherrschaft Mnischek, vier zur Herrschaft Karlstein und zwei zum Gut Slap. Im Mnischeker Anteil lag eine Mühle mit Brettsäge. Pfarrort war St. Kilian (Svatý Kilián). Bis zur Mitte des 19. Jahrhunderts blieb Bratřínow größtenteils der Fideikommissherrschaft Mnischek untertänig.
Nach der Aufhebung der Patrimonialherrschaften bildete Bratřínov / Bratrinow ab 1850 einen Ortsteil der Gemeinde Bojanovice im Gerichtsbezirk Zbraslav. Am 27. September 1865 vernichtete ein Großfeuer acht Bauerngüter und sieben Chaluppen. Ab 1868 gehörte das Dorf zum Bezirk Smichow. Bratřínov löste sich 1890 los und bildete eine eigene Gemeinde. Die Freiwillige Feuerwehr gründete sich 1920. Im Jahre 1927 wurde Bratřínov dem Okres Praha-venkov zugeordnet. Ab 1931 übernahm Llewellyn Kast von Ebelsberg den Großgrundbesitz von seinem Vater. Im Jahre 1932 lebten in dem Dorf 198 Personen. Im Kocábatal entstand 1933 die Trampsiedlung Askalona.
1942 wurde die Gemeinde Teil des Okres Praha-venkov-jih. 1949 wurde sie dem Okres Praha-jih zugeordnet, seit 1960 gehört Bratřínov zum Okres Praha-západ. Bratřínov wurde am 1. Januar 1980 nach Bojanovice eingemeindet. Am 24. November 1990 wurde das Dorf wieder eigenständig. Bratřínov ist heute ein Erholungsort; auf dem Kataster befinden sich neben 75 Wohnhäusern vor allem im Kocábatal 145 Erholungsobjekte.

## Stadtgliederung
Für die Gemeinde Bratřínov sind keine Ortsteile ausgewiesen. Zu Bratřínov gehören die Trampsiedlungen Askalona und Suchý Důl im Kocábatal.

## Sehenswürdigkeiten
- Kapelle am Dorfplatz, erbaut im Jahre 1846
- Trampmsiedlungen Askalona, Suchý Důl und Havran im Kocábatal
- Gedenktafel für den letzten Goldsucher in Böhmen in der Trampsiedlung Havran